# Wijngaardbos
Het Wijngaardbos is een natuurgebied ten oosten van Vrijhern en ten zuiden van Alt-Hoeselt. Het ligt op de grens van de gemeenten Hoeselt en Tongeren in vochtig-Haspengouw en wordt beheerd door Natuurpunt.
Het gebied bestaat uit een op het zuiden gelegen hellingbos en een kleinschalig Haspengouws landschap met weilanden, hoogstamboomgaarden, knotwilgen, holle wegen en dergelijke.
Tot begin 19e eeuw waren er wijngaarden op de helling waar nu het bos is gelegen. Beneden aan de helling loopt een beekje, de bijloop 's-Herenelderenbeek genaamd, dat een van de bronbeken van de Demer is. In de helling bevinden zich een aantal bronnen die deze beek voeden. In de lente bloeit hier de slanke sleutelbloem. Tot de dierenwereld behoren das en eikelmuis.
Er zijn wandelpaden die door het gebied leiden.